# Le Bassin du Diable
Pour les articles homonymes, voir Bassin du Diable.
Le Bassin du Diable est un roman de l'écrivain réunionnais Jean-François Samlong paru en 1977 aux éditions des Nouvelles Imprimeries Dionysiennes, puis réimprimé en 1988 aux éditions Caribéennes sous le titre de Zoura, femme bon Dieu. Réécriture de la légende associée au bassin du Diable telle qu'elle apparaît dans l'Album de La Réunion d'Antoine Louis Roussin, le texte met en scène une métisse du nom de Zoura dans un camp de Noirs marrons.
Ce roman participe, aux côtés d'autres titres tels que Sortilèges créoles : Eudora ou l'île enchantée, par Marguerite-Hélène Mahé, d'une tradition de la littérature réunionnaise qui lui fait représenter le surnaturel selon une modalité échappant à la fois au registre fantastique et au registre merveilleux rencontrés dans la littérature occidentale.